# Lucas Hendrik Knoll
Lucas Hendrik Knoll (Delft, 3 december 1882 - aldaar 12 april 1971) was een Nederlandse kunstschilder en glazenier.

## Leven en werk
Knoll werd in 1882 in Delft geboren als zoon van de conducteur Hendrik Knoll en Martha Maria Pompe. Hij werd opgeleid aan de Koninklijke Academie van Beeldende Kunsten te Den Haag. Als glazenier werkte hij voor het atelier van de Delftse glazenier Jan Schouten.  Knoll restaureerde gedurende een periode van vijfendertig jaar (van 1901 tot 1936) de gebrandschilderde glazen van de Sint-Janskerk. Ook latere vernielingen aan de glazen werden door Knoll hersteld. In 1958 herstelde hij een van de glazen van Dirck Crabeth, nadat het glas door een inbreker gedeeltelijk was vernield. Hij vervaardigde daarnaast twee nieuwe gebrandschilderde glazen in de Goudse Sint-Janskerk naar ontwerpen van zijn collega's Herman Veldhuis en Dirk Boode. In 1954 maakte hij in Delft een gedenkraam voor de in 1937 overleden Delftse glazenier Schouten. Voor de Nieuwe Kerk in Delft maakte hij het Wilhelminaraam (naar een ontwerp van Willem van Konijnenburg) en een raam met de afbeelding van de strijd tussen het land en het water. Ook diverse andere gebrandschilderde ramen werden door hem gerestaureerd, waaronder ramen in de Oude Kerk van Amsterdam en in de Grote of Sint-Jacobskerk in Den Haag.
Knoll trouwde op 24 mei 1911 met Helena Dirkje Lugtigheid. Hij overleed in april 1971 op 88-jarige leeftijd in zijn woonplaats Delft. Hun portret werd in 2009 geschilderd door hun kleinzoon, de schilder Gert-Jan Knoll.
- Biografisch Portaal: 15515425
- RKD-Nederlands Instituut voor Kunstgeschiedenis: 111619
- Virtual International Authority File: 1905147270638035700003
- WorldCat: E39PBJvH7vMfHBWmwtrgHgyDbd